# Лавьёвиль, Шарль II де
Герцог Шарль II де Лавьёвиль (фр. Charles II de La Vieuville; ок. 1616, Париж), пэр Франции — 2 февраля 1689, там же) — французский генерал.

## Биография
Сын герцога Шарля I де Лавьёвиля и Мари Буйе.
Предназначался для духовной карьеры, получил аббатство Савиньи. После того, как его старший брат был убит в бою при Ньюбери, Шарль в 1643 году отказался от аббатства и принял титул маркиза де Лавьёвиля. В 1644 году отправился добровольцем на осаду Гравелина.
8 марта 1645, после отставки маркиза де Нанжи, стал кампмейстером Пикардийского полка, 29 апреля стал государственным советником. Присоединился к своему полку в Нидерландах, служил при осадах и взятии Касселя, Мардика, Линка, Бурбура, Менена, Бетюна, Лиллера, Сен-Венана, в 1646 году Куртре, Берга, Дюнкерка, в 1647-м Ла-Басе. В бою под Эстре, где был разбит генерал Бек, разгромил восемь сотен лотарингских шеволежеров. В 1648 году под командованием принца Конде участвовал в осаде Ипра и битве при Лансе, где был ранен.
Кампмаршал (16.01.1649), в ходе кампании против Фронды участвовал во взятии Ланьи, Корбея, Сен-Клу, Сен-Дени, штурме Шарантона и блокаде Парижа. В мае был заключен мир между королевским двором и парламентом и маркиз отправился в Нидерланды в войска графа д'Аркура. Содействовал снятию испанской осады Камбре и осадам и взятию Конде и Мобёжа.
После отставки отца 30 июня 1651 был назначен генеральным наместником Шампани в департаменте Реймса. 2 ноября стал членом Государственного, Тайного и Финансового советов.
15 июня 1652, после смерти своего брата шевалье де Лавьёвиля получил его кавалерийский полк. В кампанию того года в армии маршала Тюренна участвовал в боях под Этампом и в Сент-Антуанском предместье. Генерал-лейтенант (10.07.1652), в составе той же армии внес вклад во взятие Бара, Шато-Порсьена и Вервена.
В январе 1653 наследовал титулы герцога и пэра и стал именоваться герцогом де Лавьёвилем. В том же году содействовал взятию Ретеля и Музона, в октябре сложил командование Пикардийским полком, в 1654-м кавалерийским, в мае 1663 был отставлен от генерального наместничества в Шампани.
15 сентября 1664 в Венсене, после отставки герцога де Роанне, был назначен губернатором Пуату и отдельно губернатором Фонтене-ле-Конта. В январе 1676 передал губернаторство своему сыну.
13 января 1670, после отставки маркиза де Горда, стал почетным рыцарем королевы Марии Терезии.
28 февраля 1686, после смерти маршала Эстрада, был назначен воспитателем герцога Шартрского. 31 декабря 1688 был пожалован в рыцари орденов короля. Умер в Париже в 1689 году и был погребен в церкви миноритов на Королевской площади.

## Семья
Жена (контракт 25.09.1649): Франсуаза-Мари де Вьен (ум. 7.07.1669), графиня де Шатовьё, единственная дочь и наследница Рене де Вьена, графа де Шатовьё, и Мари де Гёль
Дети:
- Рене-Франсуа (18.02.1652—9.06.1719), маркиз де Лавьёвиль. Жена 1) (12.01.1676): Анн-Люси де Ламот-Уданкур, дочь Антуана де Ламота, маркиза де Уданкура, и Катрин де Божё; 2) (30.06.1689): Мари-Луиза де Лашоссе-д'Э (ум. 10.09.1715), дочь Жерома де Лашоссе-д'Э, графа д'Аре, и Франсуазы де Сарнуаз; 3) (20.03.1716): Мадлен-Тереза де Фруле, дочь графа Шарля де Фруле и Анжелики де Бодеан де Парабер
- Шарль-Эмманюэль (ум. 17.01.1720), сеньор де Шелло, граф де Вьен и де Конфолан, маркиз де Сен-Шомон, барон де Виллат-д'Арзийер, первый барон Шампани, кампмейстер Королевского кавалерийского полка. Жена (30.11.1684): Мари-Анн Мит де Шеврьер де Сен-Шомон (1663—22.11.1714), дочь и наследница Анри де Шеврьера, маркиза де Сен-Шомона, и Шарлотты-Сюзанны де Грамон
- Франсуа-Мари (1656—3.04.1689), аббат Савиньи (3.02.1676)
- Жан-Эванжелист (ум. 26.10.1714), бальи и кавалер Большого креста Мальтийского ордена, командор Ла-Рошельского замка и Эстрепаньи, посол ордена при короле (7.04.1712)
- Барб-Франсуаза (ум. 17.05.1721), аббатиса Нотр-Дам-де-Мо после отставки своей тетки, затем монахиня-бенедиктинка в Жифе
- Мари-Генриетта-Тереза (р. 6.09.1654), монахиня в Нотр-Дам-де-Мо
- Шарлотта-Франсуаза (р. 15.08.1655), монахиня в Нотр-Дам-де-Мо, затем монахиня-бенедиктинка в аббатстве Клере
- дочь (1666—7.07.1667)
- Жиллонна-Катрин-Сезарина (1666—9.05.1668)